# Tipula faustina
Tipula faustina är en tvåvingeart som beskrevs av Alexander 1941. Tipula faustina ingår i släktet Tipula och familjen storharkrankar. Inga underarter finns listade i Catalogue of Life.